# 国际民主妇女联合会
國際民主婦女聯合會（英語：Women International Democratic Federation），簡稱國際婦聯（WIDF），是一個專注於婦女權益的國際組織，也是聯合國非政府組織成員之一。總部位於萨尔瓦多首都圣萨尔瓦多。著名的六一國際兒童節為該组织设立。

## 歷史

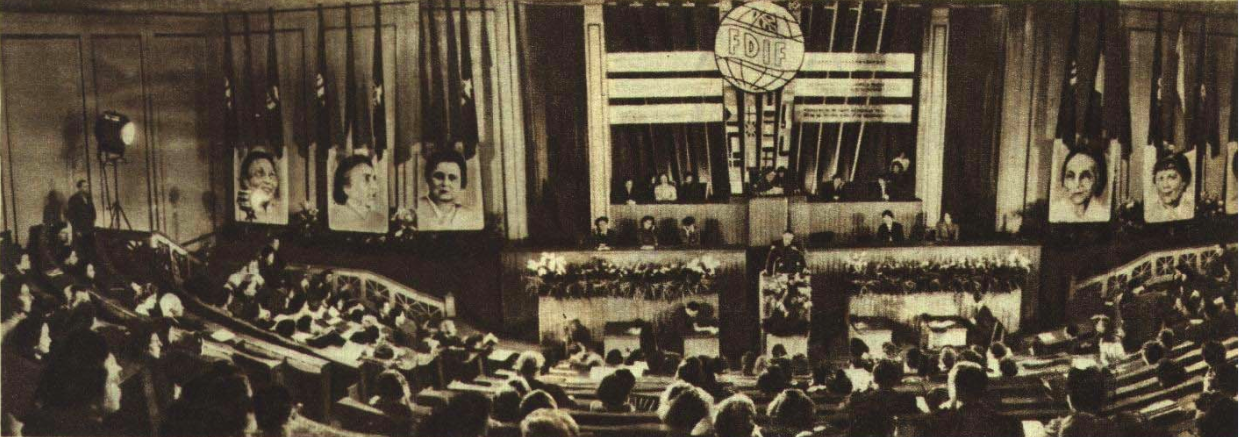
1951年1月31日，第二届国际民主妇女联合会第四次理事会

1945年11月26日，第一屆世界婦女大會於法国巴黎舉行。12月1日大會結束前，與會代表決議通過並正式成立「國際民主婦女聯合會」。
成立初期，該組織致力於團結各國婦女，反對法西斯主義，爭取和平、民主、婦女平等權利，支持民族獨立運動。1960年代以來，該組織主要強調和平與裁軍。
國際婦聯自1947年開始成為聯合國非政府組織成員，在聯合國經濟、社會理事會、聯合國教科文組織、聯合國兒童基金會、聯合國糧農組織等享有諮詢地位。該會還参加了联合国妇女地位委员会，在非政府妇女组织中有一定影響力，並曾經在蘇聯及各社會主義國家擁有廣泛影響。
1949年11月，国际妇联在苏联莫斯科开会，正式决定每年的6月1日为国际儿童节。决议号召保障世界各国儿童的生存权、保健权和受教育的权利。
1988年，共有142个团体会员，分布于124个国家。

## 歷任主席
- 欧仁妮·戈登（1945年—1967年）
- 赫塔·库西宁（英语：Hertta Kuusinen）（1969年—1974年）
- 弗雷达·布朗（英语：Freda Brown）（1975年—1991年）
- 法蒂玛·艾哈迈德·易卜拉欣（英语：Fatima Ahmed Ibrahim）（1991年—1994年）
- 西尔维·让（法语：Silvie Jan）（1994年—2002年）
- 马西娅·坎帕斯（英语：Marcia Campos）（2002年—2022年）
- 洛雷娜·佩尼亚（英语：Lorena Peña）（2022年至今）[4]

## 歷次大會
該组织自1945年創辦起，截至2022年共召開過17次大會。
- 第一次世界婦女大會暨国际民主妇女联合会成立大会：1945年，法國巴黎。
- 第二次国际民主妇女联合会大会：1948年，匈牙利布達佩斯
- 第三次国际民主妇女联合会大会：1953年，丹麥哥本哈根
- 第四次国际民主妇女联合会大会：1958年，奧地利維也納
- 第五次国际民主妇女联合会大会：1963年，蘇聯莫斯科
- 第六次国际民主妇女联合会大会：1969年，芬蘭赫爾辛基
- 第七次国际民主妇女联合会大会：1975年，民主德國柏林。
- 第八次国际民主妇女联合会大会：1981年，捷克斯洛伐克布拉格
- 第九次国际民主妇女联合会大会：1987年，蘇聯莫斯科
- 第十次国际民主妇女联合会大会：1991年，英國谢菲尔德
- 第十一次国际民主妇女联合会大会：1994年，法國巴黎
- 第十二次国际民主妇女联合会大会：1998年，法國巴黎
- 第十三次国际民主妇女联合会大会：2002年，黎巴嫩貝魯特
- 第十四次国际民主妇女联合会大会：2007年，委内瑞拉加拉加斯
- 第十五次国际民主妇女联合会大会：2012年，巴西巴西利亚
- 第十六次国际民主妇女联合会大会：2016年，哥伦比亚波哥大
- 第十七次国际民主妇女联合会大会：2022年，委内瑞拉加拉加斯

## 刊物
《全世界妇女》季刊包含六种文本：
- 英语
- 法语
- 俄语
- 西班牙语（Mujeres del Mundo Entero）
- 阿拉伯语（النساء في جميع أنحاء العالم）
- 德语

## 部分成员
- 美國婦女大會
- 中华全国妇女联合会
- 全國婦女大會 (英國)（英语：National Assembly of Women）
- 印度妇女全国联合会
- 德國民主婦女聯盟
- 撒哈拉妇女全国联盟（英语：National Union of Sahrawi Women）
- 巴西婦女聯合會
- 伊朗妇女民主组织